# Корабель тіней
«Корабель тіней» (англ. Ship of Shadows) — науково-фантастична повість Фріца Лайбера, вперше опублікована журналом «The Magazine of Fantasy and Science Fiction» в липні 1969 року.
Повість номінувалась на премію «Неб'юла» за найкращу повість 1969 року та завоювала премію «Г'юго» за найкращу повість 1970 року.

## Сюжет
Спар — немолодий прибиральник в наливайці «Лоток» в третьому відсіку космічного корабля спасіння «Прорив», де заливаються самогоном прямо з бочки через трубку місцеві безробітні та повії.
Корабель нікуди не летить і живе своїм усталеним життям. Тиждень складається із 4 коротких діб (тривалістю десь у 6 годин): трудодень, ліньодень, ігродень, снодень. 10 діб утворюють «земник», 12 земників — «сонячник», 12 сонячників – «зоряник».
Через проживання в замкнутому просторі пасажири та екіпаж заражені «рікетсією Лети» і мають численні психічні розлади. Більшість зловживають алкоголем. Спар втратив пам'ять, зуби, чітке мислення та майже сліпий, через що часто раниться при переміщенні в невагомості.
Мешканці відсіку потерпають від нападів вампірів, відьом та їх фамільярів під час «снодня». Нещодавно вони викрали двох повій.
До Спара прибивається кіт Кім, який полює на мишей та щурів, що переконує власника бару залишити його. Кім вмовляє (коти та собаки через мутацію в деякій мірі могли говорити) Спара перестати вживати алкоголь.
Спар викрадає у сутенера Корона сумку, яку він щойно вкрав у відвідувача бару Дока, і наступного дня повертає її власнику. Док обіцяє виконати будь-яке бажання Спара, і той бажає отримати нові очі та зуби.
До бару припливає Ріксенда — одна з дівчат Корона, а потім і сам Корон у пошуках викраденої сумки. Вони примушують Кіма розважати їх, але той дряпає Корона і втікає. Вигляд крові бентежить Ріксенду, і Корон накачує її спиртним, щоб заспокоїти.
Ввечері бармен посилає Спара на місток з проханням надати охорону від відьом. Спар бере з собою Кіма. Дорогою він відвідує Дока, щоб пройти обстеження, та підглядає за оргією Корона та п'яти його дівчат. Він не розрізняє деталей, але бачить, як бліда дівчина «працює» з трубкою барменом. Кім закликає його пошвидше повернутись.
Спар повертається в бар і підміняє бармена. До бару припливає охорона: енсини Дрейк та Фенер, а також Корон, його пес Хелдог і його дівчата Ріксенда, Фанетта, Дусетта і новенька Альмоді.
Кім обзиває Хелдога свинособакою, щоб затіяти бійку в присутності поліції, і ранить його. Корон припиняє бійку, застосувавши сльозогінний газ та електрошокер. Він витягує дівчат і собаку з бару.
Спар та повія Сюзі надають допомогу Кіму і залишаються ночувати в барі. Їх охороняє поліція, і цієї ночі напад не відбувається. Спару сниться кошмар, що Кім та Альмоді — вампіри, і він впізнає в «барменці» викрадену повію.
Спар боїться поділитись своїми здогадками. Він відвідує Дока, але того немає вдома. Спар забирає свої окуляри і штучні щелепи зі сталевими зубами. Нарешті він може побачити численні ілюмінатори і Місяць, Землю, Сонце та зорі за ними.
Спар заявляє енсину Дрейку про зникнення Дока і його сумки. Дрейк каже, що старші офіцери заборонили розслідування справи Корона.
Спар та повія Сюзі знову ночують в зачиненому барі, але просинаються зв'язані в лігві Корона поряд зі зв'язаним Доком. Дока катують, щоб дізнатись спосіб приготування наркотиків із викрадених медикаментів. Вампіри «випивають» Сюзі через трубку, Альмоді відмовляється. Тіло Сюзі викидають у переробну машину.
Спар кличе на допомогу Дрейка та Фенера. Хелдог нападає на поліціянтів. Корон метає ножа, але промахується і розгерметизовує відсік, пес та поліцейські гинуть.
Альмоді розв'язує Спара і він бореться з Короном та прокушує тому шию. Кім приводить Бармена, який допомагає зловити вампірок.
Альмоді розповідає, що Спара та її сім'ю включно з Кімом направили з іншого «корабля спасіння» на «Прорив» лікувати хворих, але Спар захворів і втратив пам'ять, а її батьки померли. А потім божевільне командування віддало її з усім сімейним майном Корону.